# 版画
版画是透过印刷手段产生的视觉艺术形式,而版畫製作的過程也經歷了不斷的更新和發展。
和其他视觉艺术所不同的是，版画是透过版面的反转或者漏透而制作的，也可以说它是具有间接性和复数性的。
常见的版画有蚀刻版画、油印木刻、水印木刻、黑白版画、套色版画等。

## 種類
版画所使用的媒介有木刻版画、铜板版画、石版版画、丝网版画和數位版五大类。
- 蝕刻版畫：屬於凹版印刷的一種，是用蝕刻針將圖案刻畫在一張有保護層（一般是蠟層）的金屬板上，然後用酸浸泡金屬板。劃刻後暴露出來的金屬被酸腐蝕，而其餘部分仍有保護層覆蓋。金屬板在酸中浸泡的時間越長，刻痕的凹陷就越深。清洗乾淨刻板後，為其塗上油墨並再次清洗，只留下刻線內的墨汁。此時將濕紙和一層保護布將金屬板包裹，通過蝕刻機的擠壓，讓紙與刻痕裡的墨充分接觸之後，便可製成一張版畫作品。
- 石板版畫：用一種油脂類的介質——通常是特殊的石刻蠟筆或油膩的墨——在石版上繪畫。石板經由化學溶液處理，所以只有圖案區域吸附油墨，而空白區域則只會吸附水分。用滾筒將油墨塗在石版上，確保油墨只黏附在圖像上。最後，將石版放在平版印刷機上，用潮濕的紙和紙板覆蓋其上，用壓力棒均勻施力，將石板上的圖案轉印出來。
- 絲網版畫：將圖案刻在一張塑料薄膜上，製成模板後裝框。框上帶有一層細網，在裝裱時覆蓋在模板上，形成一層「屏幕」。在細網和模板間放一張紙，從上方用橡膠刮刀將墨推進模板裡去。除了模板，攝影圖像也可以用光敏明膠通過絲網技術印刷。絲網印刷對以安迪·沃荷（Andy Warhol）為代表的波普藝術家們的創作有著至關重要的影響。
- 木刻版画：先將草圖畫在一塊木板上，按照草圖對木板進行雕刻。在木板凸起的部分塗上墨，將一張紙放於其上進行擠壓，這樣木板凸起部分的圖案就會反向印在紙上。木刻法是最古老的版畫印刷方法，一部分浮世繪藝術正是木刻版畫傑作。木刻版畫令恩斯特·路德維格·基爾希納（Ernst Ludwig Kirchner）等德國表現主義藝術家尤感興趣，時至今日仍然為許多藝術家所使用，包括唐納德·賈德（Donald Judd），達米恩·赫斯特（Damien Hirst）以及海倫·佛蘭肯瑟勒（Helen Frankenthaler）。

就印刷原理而言，则分为凸版印刷，平面印刷，凹版印刷、漏孔與輸出印刷。
- 凸版印刷：将版面不需要的地方挖刻掉，在凸面打上颜色，印刷所得到的就是凸版上面的形态。木版刻、尼龙版和胶版就是属于这种工艺。
- 凹版印刷：反之，透过刻划、腐蚀等等手段将版面处理以后，打上油墨以后再将版面凸面的油墨擦去，保留版面凹部的油墨。印刷所得到的就是凹部的形态。通常来讲铜版、锌版画就属于这类。
- 平面印刷：平面印刷版画是在版面上面用特制材料涂绘出图形以后，经过化学处理使版面图绘的形态浮现出来再透过打墨印刷以后得到。石版画就属于这个范畴。除了石版以外，锌版，铝版，金属版都可以适合这种技术。
- 漏孔印刷：渗透版印刷就是使用特殊感光材料涂在网版上，透过化学处理将图形部分在网版上面形成空漏，透过网目的孔将油墨透印在纸张或者其他材料上面。和前面三种不同的是网版的图形和印刷得到的图形方向都是一样的，而其他版种版面上的图形则与成品是左右颠倒的。

## 其他
至今为止所发现最早的版画是收藏在英国大英博物馆，製作於唐代的《金刚经》，其末尾明刻著「咸通九年四月十五日王价为二亲敬造普施」字样。咸通九年即公元868年。

## 相關
- 法國热尔省埃斯唐佩镇（Estampes）
- 阿希尔-克洛德·德彪西的名曲《版画（日语：版画 (ドビュッシー)）》
- 銅版、石版版畫
- 石版畫
- 藏書票
- 木版年画
  - 朱仙镇木版年画
- 拓片
- 蚀刻版画
- 鱼拓
- 素描
- 東湖畫
- 耕织图
- 丟勒的犀牛，德國畫家兼版畫家阿爾布雷希特·丟勒於1515年所作。